# Wahlbezirk Österreich unter der Enns 25
Der Wahlbezirk Österreich unter der Enns 25 war ein Wahlkreis für die Wahlen zum Abgeordnetenhaus im österreichischen Kronland Österreich unter der Enns. Der Wahlbezirk wurde 1907 mit der Einführung der Reichsratswahlordnung geschaffen und bestand bis zum Zusammenbruch der Habsburgermonarchie.

## Geschichte
Nachdem der Reichsrat im Herbst 1906 das allgemeine, gleiche, geheime und direkte Männerwahlrecht beschlossen hatte, wurde mit 26. Jänner 1907 die große Wahlrechtsreform durch Sanktionierung von Kaiser Franz Joseph I. gültig. Mit der neuen Reichsratswahlordnung schuf man insgesamt 516 Wahlbezirke, wobei mit Ausnahme Galiziens in jedem Wahlbezirk ein Abgeordneter im Zuge der Reichsratswahl gewählt wurde. Der Abgeordnete musste sich dabei im ersten Wahlgang oder in einer Stichwahl mit absoluter Mehrheit durchsetzen. Der Wahlkreis Österreich unter der Enns 25 umfasste den 15. Wiener Gemeindebezirk Fünfhaus, heute Teil des 15. Bezirks Rudolfsheim-Fünfhaus.
Aus der Reichsratswahl 1907 ging nach der Stichwahl der Sozialdemokrat August Forstner als Sieger hervor. Er konnte sein Mandat bei der Reichsratswahl 1911 erfolgreich in der Stichwahl verteidigen.

## Wahlergebnisse

### Reichsratswahl 1907
Die Reichsratswahl 1907 wurde am 14. Mai 1907 (erster Wahlgang) sowie am 23. Mai 1907 (Stichwahl) durchgeführt.

#### Erster Wahlgang
| Kandidat                                                                     | Partei                                   | Wahlkreis- stimmen | Stimmen- anteil |
| ---------------------------------------------------------------------------- | ---------------------------------------- | ------------------ | --------------- |
| Ernst Schneider                                                              | Christlichsoziale Partei                 | 4032               | 48,6 %          |
| August Forstner                                                              | Sozialdemokratische Arbeiterpartei       | 3602               | 43,4 %          |
| Ertl                                                                         | deutsch-nationaler/alldeutscher Kandidat | 407                | 4,9 %           |
| Verlicek                                                                     | tschechischer Kandidat                   | 98                 | 1,2 %           |
| Sonstige                                                                     |                                          | 152                | 1,8 %           |
| Wahlberechtigte: 9175, Ungültige/Leere Stimmen: 230, Wahlbeteiligung: 92,9 % |                                          |                    |                 |

#### Stichwahl
| Kandidat                                                               | Partei                             | Wahlkreis- stimmen | Stimmen- anteil |
| ---------------------------------------------------------------------- | ---------------------------------- | ------------------ | --------------- |
| August Forstner                                                        | Sozialdemokratische Arbeiterpartei | 4138               | 50,3 %          |
| Ernst Schneider                                                        | Christlichsoziale Partei           | 4090               | 49,7 %          |
| Wahlberechtigte: 9175, Ungültige Stimmen: 223, Wahlbeteiligung: 92,1 % |                                    |                    |                 |

### Reichsratswahl 1911
Die Reichsratswahl 1911 wurde am 13. Juni 1911 (erster Wahlgang) sowie am 20. Juni 1911 (Stichwahl) durchgeführt.

#### Erster Wahlgang
| Kandidat                                                                     | Partei                             | Wahlkreis- stimmen | Stimmen- anteil |
| ---------------------------------------------------------------------------- | ---------------------------------- | ------------------ | --------------- |
| August Forstner                                                              | Sozialdemokratische Arbeiterpartei | 4214               | 49,4 %          |
| Ernst Schneider                                                              | Christlichsoziale Partei           | 3486               | 40,9 %          |
|                                                                              | deutsch-nationale Kandidaten       | 364                | 4,3 %           |
| Wenzel Vorlicek                                                              | tschechisch-nationaler Kandidat    | 262                | 3,1 %           |
| Alexander von Dorn                                                           | deutsch-freiheitliche Kandidaten   | 76                 | 0,9 %           |
| Sonstige                                                                     |                                    | 125                | 1,5 %           |
| Wahlberechtigte: 9750, Ungültige/Leere Stimmen: 551, Wahlbeteiligung: 93,1 % |                                    |                    |                 |

#### Stichwahl
| Kandidat                                                          | Partei                             | Wahlkreis- stimmen | Stimmen- anteil |
| ----------------------------------------------------------------- | ---------------------------------- | ------------------ | --------------- |
| August Forstner                                                   | Sozialdemokratische Arbeiterpartei | 4739               | 56,0 %          |
| Ernst Schneider                                                   | Christlichsoziale Partei           | 3724               | 44,0 %          |
| Wahlberechtigte: 9750, Ungültige Stimmen: 506, Wahlbeteiligung: % |                                    |                    |                 |